# Kimura Shikihide
Kimura Shikihide (木村 敷秀 Kimura Shikihide?,  3 de marzo de 1855 - 12 de agosto de 1924) fue un practicante de la escuela de kenjutsu de Chokushin Kage-ryu y un experto en kenjutsu reconocido por la Dai Nippon Butokukai. Su nombre de niño era Tetsutarō.

## Biografía
Nació en Kanazawa, provincia de Kaga. Desde una edad temprana, estudió la escuela de kenjutsu de Moto no Norinaga de la familia Fujioka en el dominio de Kaga y recibió el Menkyo kaiden en 1868. En 1869, se convirtió en instructor de kenjutsu en la escuela Tsuruhidate del dominio y ocupó el cargo hasta 1875.
En julio de 1877, se trasladó a Tokio y fue nombrado subinspector de la Departamento de Policía Metropolitana de Tokio. Ese mismo año, fue nombrado capitán de una compañía en la Brigada de Selección del Ejército Imperial Japonés durante la Guerra del Sudoeste. En octubre del mismo año, se convirtió en discípulo de Sakakibara Kenkichi y estudió la escuela de kenjutsu de Chokushin Kage-ryu. Luego ocupó cargos como profesor en la Gakushuin, la Policía Metropolitana de Tokio, la Escuela Normal Superior de Tokio y la Universidad de Tokio.
En 1912, fue miembro del comité para establecer las formas del kendo del Imperio de Japón.

## Títulos
- 1908: Kyoshi de la Dai Nippon Butokukai (Asociación del Arte Marcial del Gran Japón).[2]
- 1918: Hanshi de la Dai Nippon Butokukai (Asociación del Arte Marcial del Gran Japón).[2]